# Khan Mohammad Mridha-moskee
De Khan Mohammad Mridha-moskee is een historische moskee nabij het Lalbagh fort in Dhaka in Bangladesh. 
De moskee werd gebouwd door Khan Mohammad Mridha onder instructie van Qadi Ibadullah. De moskee steekt boven de omgeving uit omdat de zogenaamde tahkhana of ondergrondse kamers van de moskee bovengronds zijn. Het dak van de tahkhana vormt het platform waarop de moskee zich bevindt. De moskee is toegankelijk vanuit het oosten, via een trap van vijfentwintig treden. Aan deze kant bevindt zich ook een tuin waarin verschillende soorten seizoensbloemen gekweekt worden. De moskee heeft drie koepels en drie boogvormige ingangen aan de voorzijde. Op de vier hoeken bevinden zich hoektorentjes.

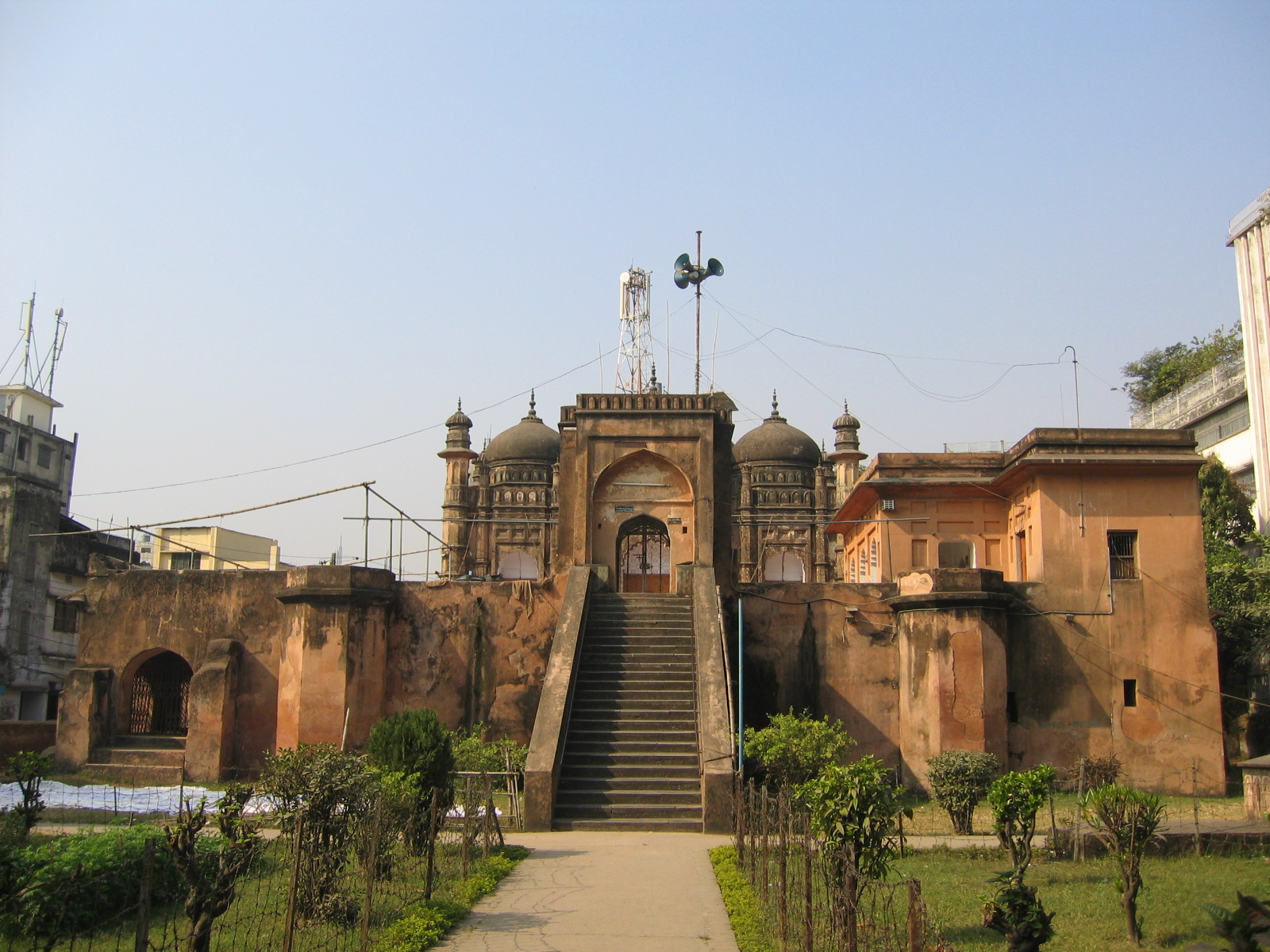
De moskee is toegankelijk via een trap aan de oostzijde